# Markus Stein (Politiker)

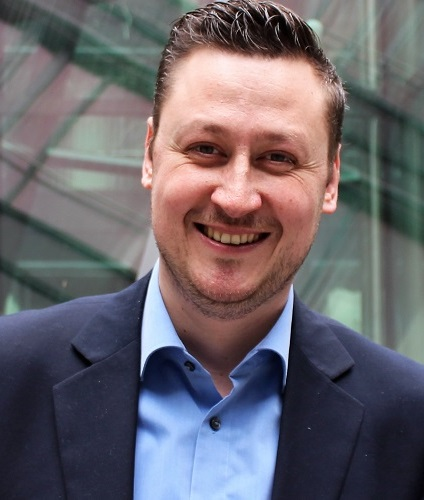
Markus Stein, 2019

Markus Stein (* 8. Juni 1985 in Mannheim) ist ein deutscher Politiker (SPD). Er ist seit 2019 Mitglied des rheinland-pfälzischen Landtags.

## Beruf
Stein besuchte die Realschule und absolvierte nach der Mittleren Reife von 2001 bis 2004 eine Ausbildung zum Verwaltungsfachangestellten bei der Kreisverwaltung Bad Kreuznach. Er war von 2004 bis 2008 Sachbearbeiter beim Abfallwirtschaftsbetrieb (AWB) und erwarb im Rahmen einer nebenberuflichen Schulbildung an der Dualen Berufsoberschule Bad Kreuznach ab dem Jahre 2006 im Jahre 2008 die Fachhochschulreife. Es folgte der Vorbereitungsdienst für die Beamtenlaufbahn im gehobenen nicht-technischen Dienst (heute: 3. Einstiegsamt) und ein Studium zum Diplom-Verwaltungswirt (FH). Von 2011 bis 2012 war er stellvertretender Leiter der Kreiskasse, von 2012 bis 2018 Sachbearbeiter in der Kommunalaufsicht und von 2018 bis 2019 Verwaltungsleiter des Gesundheitsamtes der Kreisverwaltung Bad Kreuznach. Zudem engagierte er sich in der dortigen Personalvertretung und war von 2013 bis 2019 stellvertretender Vorsitzender des Personalrates.
Seit dem 1. März 2019 ist Markus Stein Berufspolitiker als Abgeordneter des rheinland-pfälzischen Landtags im Wahlkreis Kirn/Bad Sobernheim und Mitglied der SPD-Landtagsfraktion. Er rückte als B-Kandidat (Ersatzbewerber) für den ausgeschiedenen Abgeordneten Denis Alt nach, welcher seit dem gleichen Tage Staatssekretär im rheinland-pfälzischen Ministerium für Wissenschaft, Weiterbildung und Kultur war und vertritt seither den Wahlkreis in Mainz.

## Politik
Stein ist seit 2002 Mitglied der SPD und seit 2019 Vorsitzender des SPD-Ortsvereines Am Soonwald. Seit dem 21. Juni 2019 ist er Vorsitzender des SPD-Gemeindeverbandes Rüdesheim.
Dem Verbandsgemeinderat Rüdesheim gehört Stein seit der rheinland-pfälzischen Kommunalwahl 2014 an. Von 2014 bis 2018 war er Fraktionsvorsitzender, seit 2018 ist er stellvertretender Fraktionsvorsitzender der SPD im Verbandsgemeinderat Rüdesheim.
Am 1. März 2019 zog er als Nachrücker für Denis Alt in den Landtag Rheinland-Pfalz ein. In der 17. Legislaturperiode war er Mitglied des Ausschusses für Familie, Jugend, Integration und Verbraucherschutz sowie des Ausschusses für Gleichstellung und Frauenförderung.
Stein trat am 14. März 2021 erneut erfolgreich als Ersatzbewerber (B-Kandidat) im Wahlkreis 18 (Kirn/Bad Sobernheim) gemeinsam mit dem Direktkandidaten (A-Kandidat) Alt zur rheinland-pfälzischen Landtagswahl an. Aufgrund der erneuten Ernennung von Alt zum Staatssekretär im neuen Ministerium für Wissenschaft und Gesundheit und der damit verbundenen Niederlegung des Mandates ist Stein zum 18. Mai 2021 erneut in den Landtag Rheinland-Pfalz nachgerückt. In der 18. Legislaturperiode hat Stein innerhalb der SPD-Landtagsfraktion Rheinland-Pfalz die Aufgabe des Haushalts- und Finanzpolitischen Sprechers inne. Er gehört als ordentliches Mitglied dem Ausschuss für Haushalt und Finanzen und dem Ausschuss für Landwirtschaft und Weinbau an. Stellvertreter ist er im Innenausschuss sowie im Ausschuss für Digitales, digitale Infrastruktur und Medien.

## Ehrenamt
Markus Stein engagiert sich ehrenamtlich in mehreren örtlichen Vereinen und Initiativen. Er ist seit 2001 aktives Mitglied der Freiwilligen Feuerwehr der Verbandsgemeinde Rüdesheim (Einheit Winterbach). Darüber hinaus ist er Vorsitzender des Feuerwehrfördervereins Winterbach Soonwald e.V.
Im Jahre 2017 startete er gemeinsam mit mehreren Freunden mit der ehrenamtlichen Initiative "Freifunk Soonwald" und kümmert sich damit um die Verbreitung von kostenlosem und frei zugänglichem WLAN in der Region.
Stein ist zudem bei dem Verein "Winterbacher Brunnebutzer" aktiv und engagiert sich seit vielen Jahren als Fastnachter im Elferrat und auf der Bühne.
Darüber hinaus ist er Mitglied im Stiftungsrat des rheinland-pfälzischen Freilichtmuseums Bad Sobernheim sowie stellvertretendes Mitglied im Verwaltungsrat der Lebenshilfe Werkstätten Bad Kreuznach gGmbH.
Neben seiner Mitgliedschaft in der komba-Gewerkschaft ist Stein für diese auch Mitglied im Fachausschuss des Landes für die Erstellung der schriftlichen Prüfungsaufgaben im anerkannten Ausbildungsberuf Verwaltungsfachangestellter. Zudem ist er Mitglied im Prüfungsausschuss des Kommunalen Studieninstitutes der Stadt Bad Kreuznach für die Angestelltenlehrgänge Beschäftigter im öffentlichen Dienst.
Seit September 2022 ist Markus Stein Mitglied des Kuratoriums der Hochschule für Finanzen Rheinland-Pfalz in Edenkoben.